# Ab-Soul
Herbert Anthony Stevens IV (Carson, 23 de fevereiro de 1987), mais conhecido como Ab-Soul, é um rapper americano. Stevens é membro do supergrupo de hip hop Black Hippy, junto com rappers da West Coast hip hop e colegas de gravadora Jay Rock, Schoolboy Q e Kendrick Lamar. Lançou seu álbum de estreia Longterm Mentality em 2010 e o segundo, Control System em 2012.